# Наталія Ясіновська
Наталія Ясіновська (англ. Nataliya Yasinovska) (нар. 14 березня 1980, Черкаси) — українська письменниця, перекладачка, літературознавець.

## Біографія
Народилася в місті Черкаси. Закінчила бакалаврат (2001) і магістерку (2003) за спеціальністю «Теорія, історія літератури та компаративістика» у Києво-Могилянській академії. Працювала літредактором у «Жіночому журналі».
Переїзд у США в 2009 став потужним поштовхом до написання власних текстів. Нині живе в штаті Айова (США) з чоловіком і двома доньками

### Книжки для дітей
- «Лізка Мармизко» (Львів, Видавництво Старого Лева, 2017);
- «Шоколадне печиво»] (Харків, Ранок, 2020);
- «Українка по-американськи» (Харків, Ранок, 2020);
- «Таємниця Схованого острова» (Харків, Віват, 2021);
- «Любов, дідусь і помідори» (Львів, Видавництво Старого Лева, 2021)
- «Любов, Америка і світло» (Львів, Видавництво Старого Лева, 2023)
- «Несподіване кіно»

### Переклади
З англійської:
1. Джуді Муді / Меґан Макдоналд ; Львів : Видавництво Старого Лева, 2015. — 144 с. — (Серія «Обережно, дівчатка!»). — ISBN 978-617-679-109-6.
2. Джуді Муді стає знаменитою / Меґан Макдоналд ; Львів : Видавництво Старого Лева, 2015. — 128 с. — (Серія «Обережно, дівчатка!»). — ISBN 978-617-679-200-0.
3. Джуді Муді рятує світ / Меґан МакДоналд ; Львів : Видавництво Старого Лева, 2016. — 144 с. — (Серія «Обережно, дівчатка!»). — ISBN 978-617-679-246-8.
4. Джуді Муді віщує майбутнє / Меґан МакДоналд ; Львів : Видавництво Старого Лева, 2016. — 140 с. — (Серія «Обережно, дівчатка!»). — ISBN 978-617-679-339-7.
5. Джуді Муді — лікарка / Меґан МакДоналд ; Львів : Видавництво Старого Лева, 2017. — 176 с. — ISBN 978-617-679-420-2.
6. 101 далматинець / Доді Сміт ; Львів : Видавництво Старого Лева, 2017. — 240 с. — ISBN 978-617-679-433-2.
7. Джуді Муді проголошує незалежність / Меґан МакДоналд ; Львів : Видавництво Старого Лева, 2017. — 160 с. — ISBN 978-617-679-476-9.
8. Джуді Муді навколо світу за 8 1/2 днів / Меґан МакДоналд ; Львів : Видавництво Старого Лева, 2018. — 176 с. — ISBN 978-617-679-550-6.
9. Джуді Муді йде до коледжу / Меґан МакДоналд ; — Львів : Видавництво Старого Лева, 2017. — 144 с. — ISBN 978-617-679-626-8.
10. Дівчина Онлайн / Зої Заґґ ; Львів : Видавництво Старого Лева, 2018. — 424 с. — ISBN 978-617-679-619-0.
11. Дівчина Онлайн у турне / Зої Заґґ ; Львів : Видавництво Старого Лева, 2019. — 416 с. — ISBN 978-617-679-753-1.
12. Супермегакласна книжка цікавезних завдань від Джуді Муді / Меґан МакДоналд ; Львів : Видавництво Старого Лева, 2019. — 96 с. — ISBN 978-617-679-667-1.
13. Джуді Муді — детектив / Меґан МакДоналд ; Львів : Видавництво Старого Лева, 2020. — 192 с. — ISBN 978-617-679-600-8.
14. Джуді Муді й талісман невдачі / Меґан МакДоналд ;  Львів : Видавництво Старого Лева, 2021. — 176 с. — ISBN 978-617-679-605-3.
15. Джуді Муді — марсіянка / Меґан МакДоналд ; Львів : Видавництво Старого Лева, 2021. — 208 с. — ISBN 978-617-679-616-9.

## Рецензії
- «Лізка Мармизко» Наталії Ясіновської: невгамовним, неспокійним та енергійним [Архівовано 24 квітня 2021 у Wayback Machine.]
- «Українка по-американськи»: Наталія Ясіновська у своїй книзі розповіла про підлітків в еміграції [Архівовано 24 квітня 2021 у Wayback Machine.]
- Книга врятує життя: новинка від "ВСЛ" допоможе онкохворим дітям [Архівовано 24 квітня 2021 у Wayback Machine.]